# 一汽大衆
一汽大衆（FAW-Volkswagen）は、中国の国有自動車メーカーである中国第一汽車集団（FAW）と、ドイツの自動車メーカーであるフォルクスワーゲンが出資して設立した合弁企業。中国国内におけるフォルクスワーゲンブランドおよびアウディブランドの乗用車の生産・販売を行っている。1991年に設立された。

## 概要
フォルクスワーゲンにとって上汽大衆に次ぐ中国で2番目の合弁事業である。特色として、2019年から自主ブランドの「ジェッタ」（捷達、Jetta）を展開している。名称は、元々中国での人気も高かった世界展開モデルのフォルクスワーゲン・ジェッタから取られている。
長春市が主な拠点。成都市にも工場を持つ。2008年にはフォルクスワーゲンブランドを407,000台、アウディブランドの自動車を106,000台、合計513,000台売り上げた。
2022年11月、新型コロナウイルス感染症拡大による外出規制で、長春および成都の工場が一時的に操業停止に追い込まれた。